# Gradiente de concentração
Em química, o gradiente de concentração indica a alteração no valor da concentração de determinada substância por 2 unidade de espaço. Mais precisamente falando, é definido como vetor gradiente do campo de escalares que representa a concentração.
Enzimas que provocam a difusão passiva
( que no caso por ser feita por essas enzimas é chamada de difusão facilitada) de substâncias a favor de um gradiente de concentração, são chamadas de permeases.

## Lei de Fick
A lei de Fick, estabelecida por Adolf Fick em 1855, modela o fluxo difusivo em função gradiente de concentração em um processo difusivo.  Segundo ele, o fluxo difusivo é uma consequência estatística do movimento aleatório das partículas e é diretamente proporcional ao gradiente de concentração.
{\displaystyle {\vec {J}}=-D\nabla c}
onde {\displaystyle {\vec {J}}} é vetor que indica o movimento efetivo das partículas em difusão, c é a concentração e D é a constante de difusão positivo.